# Маяк острова Сентинел
Маяк острова Сентинел (англ. Sentinel Island Light) — маяк, расположенный на острове Сентинел на входе в пролив Фейворит между островом Линкольн и материком в городе и боро Джуно, Аляска. Один из двух (второй — маяк островов Файв-Фингер) старейших маяков, построенных США на островах близ Аляски. Открыт 1 марта 1902 года. Был автоматизирован в 1966 году. 8-й по высоте маяк штата.

## История
Через узкие проливы между островами на юго-востоке штата Аляска проходил путь из Скагуэя до крупных городов тихоокеанского побережья США, по которому доставлялось добытое золото во время золотой лихорадки на Клондайке. Сильные течения, туманы, дожди и скалистое побережье делали навигацию в этом районе сложной, потому правительство США выделило в 1900 году 100 000$ на строительство маяков в этом районе.
В 1901 году был подписан контракт на строительство маяка на острове Линкольн на сумму 21 267$. Маяк был построен в 1902 году. Первоначально он представлял собой дом смотрителя, к боку которого примыкала с квадратная башня, на вершине которой находилась линза Френеля. В 1930-х годах было принято заменить деревянное сооружение бетонным. Новое здание строилось с 1933 по 1935 год. Стоимость его сооружения составила 35 310$. Здание построено в стиле ар-деко. Маяк был автоматизирован Береговой охраной США в 1966 году.
В 2002 году он был включен в Национальный реестр исторических мест, где описан как «исторический район, включающий четыре здания и четыре строения и два объекта».

## Происшествия
5 августа 1910 года пароход «Принцесса Мэй» сел на мель на северу от острова Сентинел. Хотя 5 сентября 1910 года корабль был успешно снят со скал, его фотографии на мели приобрели широкую известность.

## Фотографии
- Оригинальное здание 1902 года постройки
- Фотография 1935 года
- Принцесса Мэй на мели